# Синявский, Максим Викторович
Макси́м Ви́кторович Синя́вский (род. 4 апрель 1980) — офицер подразделения Сил специальных операций Главного управления Генерального штаба Вооружённых Сил Российской Федерации. Герой Российской Федерации, полковник.

## Биография
Родился 4 апреля 1980 года. Получил высшее военное образование. Служил на командных должностях в Центре специального назначения «Сенеж» Сил специальных операций Главного (разведывательного) управления Генерального штаба Вооружённых Сил Российской Федерации в Солнечногорском районе Московской области.
Принимал участие в военной операции в Сирийской Арабской Республике против международной террористической организации «Исламское государство». За мужество и героизм, проявленные при исполнении воинского долга, Указом Президента Российской Федерации («закрытым») полковнику Синявскому Максиму Викторовичу присвоено звание Героя Российской Федерации с вручением знака особого отличия — медали «Золотая Звезда».
С 2021 года — в запасе, с этого же года работает заместителем министра промышленности и торговли Тульской области.

## Награды
- Герой Российской Федерации[2]
- ордена и медали Российской Федерации[2]